# Lambs Grove
Lambs Grove é uma cidade localizada no estado americano de Iowa, no Condado de Jasper.

## Demografia
Segundo o censo americano de 2000, a sua população era de 225 habitantes.
Em 2006, foi estimada uma população de 215, um decréscimo de 10 (-4.4%).

## Geografia
De acordo com o United States Census Bureau tem uma área de
0,3 km², dos quais 0,3 km² cobertos por terra e 0,0 km² cobertos por água.

## Localidades na vizinhança
O diagrama seguinte representa as localidades num raio de 16 km ao redor de Lambs Grove.